# Disturbo dell'immagine corporea
Il disturbo dell'immagine corporea (in inglese body image disturbance, BID) è un sintomo frequente nei pazienti con disturbi alimentari ed è caratterizzato dall'alterata percezione del proprio corpo e da una significativa insoddisfazione corporea. Il disturbo si osserva principalmente in pazienti con anoressia nervosa che spesso percepiscono il proprio corpo normopeso o addirittura sovrappeso, nonostante il grave stato di sottopeso. Spesso un'alterata percezione del corpo persiste anche dopo un percorso di cura e dopo la completa remissione dei sintomi alimentari. Inoltre, il disturbo non risponde alle terapie psicofarmacologiche ed è quindi considerato difficile da trattare. Si ritiene quindi che terapie efficaci per il disturbo dell'immagine corporea potrebbero migliorare la prognosi di questi pazienti, come già suggerito da Hilde Bruch nel 1962.
Verso la fine del '900, numerose strategie specifiche per il disturbo dell'immagine corporea sono state sviluppate tra cui l'esposizione allo specchio, la video-confrontation, e terapie di gruppo ad orientamento cognitivo comportamentale. L'efficacia di questi interventi è stata recentemente revisionata da un gruppo di ricerca indipendente (2018) che ne ha riconosciuto la parziale efficacia, pur evidenziandone alcune criticità. 
Da una parte infatti gli studi presenti in letteratura sono pochi e molto raramente replicati da altri ricercatori indipendenti. Dall'altra non è ancora chiaro se l'implementazione di interventi specifici per il disturbo dell'immagine corporea all'interno di protocolli as usual migliori la prognosi nei pazienti con anoressia nervosa. Il recente sviluppo delle neuroscienze ha tuttavia portato a nuove forme di terapia per il disturbo dell'immagine corporea. Da una parte grazie allo sviluppo di nuovi paradigmi come la realtà virtuale, dall'altra grazie alle recenti scoperte nel campo dell'integrazione multisensoriale.

## Storia
È con lo sviluppo della medicina moderna che lo studio sistematico dell'esperienza corporea è diventato di interesse scientifico. Il fisiologo tedesco Hermann Munk fu il primo a suggerire l'esistenza di una rappresentazione corticale del corpo, supportato dai suoi esperimenti di vivisezione sulla corteccia parietale dei cani. Pochi anni dopo Carl Wernicke parlò di “somatopsiche”, per riferirsi alla consapevolezza corporea, ipotizzando l'esistenza di una mappa corticale in grado di raccogliere ed elaborare gli input sensoriali da ogni punto del corpo. Nel 1905 Bonnier introdusse il concetto di schema corporeo, definendolo come la rappresentazione mentale del corpo necessaria al cervello per percepire oggetti vicini, lontani o interni al corpo stesso. Bonnier descrisse inoltre tre diverse alterazioni parziali dello schema corporeo, l'hyperschématie (una sovrastima delle dimensioni del corpo), l'hyposchématie (una sottostima delle dimensioni del corpo) e la paraschématie (uno spostamento delle parti del corpo compresi gli organi interni). Head e Holmes nel 1911 ampliarono il concetto di schema corporeo, introducendo il concetto di schema posturale e di schema superficiale. Descrissero il caso di una paziente che era in grado di localizzare stimoli applicati al suo corpo, ma non era in grado di localizzare la sua mano nello spazio. Definirono inoltre la differenza tra schema e immagine, lo schema come una rappresentazione inconscia necessaria per il movimento e la localizzazione nello spazio, l'immagine come la percezione cosciente del corpo.

### Schema corporeo e immagine corporea

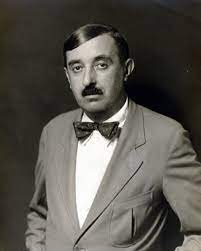
Lo psicologo Paul Shilder

Il termine schema corporeo ha riscontrato successo in ambito scientifico nel corso di tutto il '900 ed è stato largamente utilizzato da diverse discipline biomediche e filosofiche, generandone però definizioni via via diverse. Il più recente sviluppo delle neuroscienze ha, al contrario, fornito una base epistemologica più solida per definire lo schema corporeo. Recentemente nel 2013, Keizer e colleghi hanno infatti suggerito la seguente definizione: “[lo schema corporeo è] una rappresentazione mentale inconscia, sensomotoria, del corpo che viene richiamata durante l'azione". Questa rappresentazione è fluida e dinamica, ed è fondamentale in processi somatosensoriali, motori, di movimento immaginato, e nell'utilizzo di oggetti.
Al termine "schema corporeo" è frequentemente associato il termine "immagine corporea". Il termine venne introdotto nel 1935 dallo psicologo austriaco Paul Schilder, che ne diede la seguente definizione "l'immagine corporea è l'immagine del nostro corpo che formiamo nella nostra mente, vale a dire il modo in cui il corpo appare a noi stessi". Schilder con questo termine voleva evidenziare la natura complessa dell'immagine corporea, formata da un processo di integrazione di componenti neurologiche, psicologiche e socioculturali. Ad oggi, questa definizione resta una delle più citate in letteratura.
I concetti di schema corporeo e immagine corporea hanno avuto grande diffusione e successo e sono stati largamente oggetto di ricerche, studi e speculazioni. L'idea di multiple rappresentazioni del corpo nel cervello è infatti, ad oggi, globalmente accettata e supportata dagli studi neuro-anatomici e neurofisiologici delle cortecce somatosensoriali e motorie oltre che dagli studi sulla percezione dello spazio personale, peripersonale ed extrapersonale. Proprio grazie allo sviluppo delle neuroscienze e alla scoperta di numerose mappe somatotopiche nel cervello, ad oggi, l'idea che esistano due sole rappresentazioni mentali del corpo appare un'eccessiva semplificazione.

## Caratteristiche

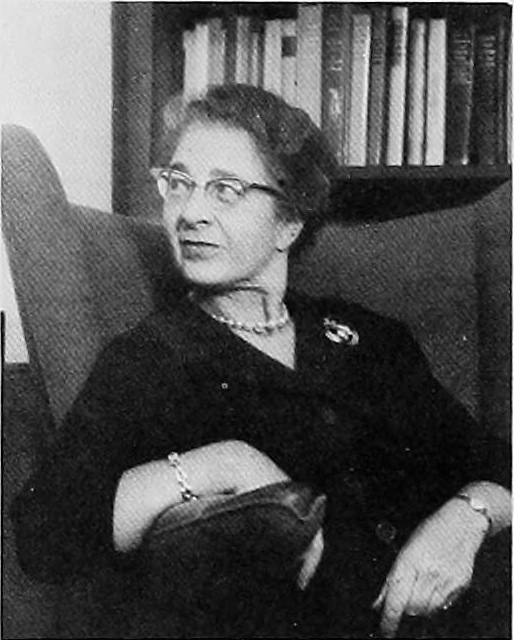
Hilde Bruch, psichiatra e psicoanalista, 1960

Nella storia della medicina, aberrazioni nella percezione del proprio corpo sono state primariamente descritte in pazienti con danni neurologici o con arti amputati e conseguente sindrome dell'arto fantasma. In ambito psichiatrico le prime descrizioni di disturbi nella corporeità sono presenti già nella classificazione dei sintomi della schizofrenia di Schneider. Ma la prima a descrivere il disturbo dell'immagine corporea nell'anoressia nervosa fu Hilde Bruch nel 1962. Nel suo articolo "Perceptual and Conceptual Disturbances in Anorexia Nervosa" scrisse:
( Hilde Bruch, Perceptual and Conceptual Disturbances in Anorexia Nervosa, in Psychosomatic Medicine, vol. 24, n. 2, 1962.)
Ad oggi il disturbo dell'immagine corporea è comunemente riconosciuto dalla comunità scientifica come sintomo caratteristico dell'anoressia nervosa ed è inoltre stato osservato anche nella bulimia nervosa e nel disturbo da alimentazione incontrollata. Uno studio del 2019 pubblicato su Cortex, ha dimostrato inoltre, per la prima volta, che anche soggetti sani possono manifestare una qualche forma di alterazione nella percezione del proprio corpo, suggerendo come questa possa manifestarsi in modo più intenso, e quindi caratterizzarsi come disturbo vero e proprio, in soggetti più vulnerabili (ad es. un malato di anoressia nervosa).
Frequenti sintomi e segni del disturbo dell'immagine corporea sono:
- alterata stima della forma e delle dimensioni del corpo e alterata percezione delle sue forme[35];
- immagini mentali del proprio corpo distorte o sovrappeso nonostante il sottopeso[1];
- frequenti immagini mentali del proprio corpo in terza persona[36];
- pensieri negativi relativi al corpo[37];
- frequenti comportamenti di body checking (es. toccarsi ripetutamente fianchi o addome)[38];
- frequenti confronti tra il proprio corpo e quello degli altri[39];
- emozioni di ansia, vergogna e disprezzo per il proprio corpo[40]

Da un punto di vista clinico, un numero crescente di ricerche suggerisce che il disturbo dell'immagine corporea svolga un ruolo significativo nell'insorgenza, nel mantenimento e nella ricaduta dell'anoressia nervosa, come già aveva suggerito Hilde Bruch nel 1962. Tuttavia, nonostante le crescenti evidenze, una review di Glashouwer nel 2019 ha affermato che i dati empirici disponibili sono ancora insufficienti e "non forniscono alcuna base per rispondere alla domanda se il disturbo dell'immagine corporea sia un fattore di rischio (causale) per l'anoressia nervosa". Come suggerito dall'autore, questa mancanza di prove sarebbe in parte correlata all'eterogeneità di termini utilizzati per riferirsi al disturbo dell'immagine corporea.

## Definizione

### DSM-5
Diversi termini sono utilizzati nella ricerca e in ambito clinico per definire il disturbo dell'immagine corporea generando confusione terminologica e difficoltà nella ricerca bibliografica. Alcuni dei termini più utilizzati e presenti nella letteratura scientifica sono "body image discrepancy", "body image self-discrepancy", "body image distortion", "disturbed body image", "disturbances in body estimations", "body image disturbance", "negative body image" e molti altri. È inoltre frequente trovare il termine "body dissatisfaction" (in italiano, insoddisfazione corporea) usato impropriamente per riferirsi al disturbo dell'immagine corporea. Insoddisfazione corporea e disturbo dell'immagine corporea sono infatti due concetti simili, ma non sovrapponibili. Inoltre, anche lo stesso DSM-5 definisce il disturbo dell'immagine corporea in modo vago "un disturbo nel modo in cui viene vissuto il peso o la forma del proprio corpo". La mancanza di una definizione condivisa e chiara è problematico sia da un punto di vista clinico che di ricerca.

### Multidimensionale
Nonostante le problematiche terminologiche, durante gli anni 2000 numerosi ricercatori mostrano un accordo sul fatto che il disturbo dell'immagine corporea sia un sintomo multidimensionale che coinvolge tutti gli aspetti collegati all'immagine corporea. L'immagine corporea è, infatti, essa stessa un costrutto multidimensionale che coinvolge diverse dimensioni, quella cognitiva, affettiva, comportamentale e percettiva.

Infine, frequentemente, si confonde il disturbo dell'immagine corporea con il disturbo da dismorfismo corporeo (per un approfondimento delle differenze vedasi più avanti). La mancanza di una definizione chiara risulta pertanto problematica, ed è stata sottolineata da diversi autori sia di ambito clinico sia di ricerca di base e applicata.

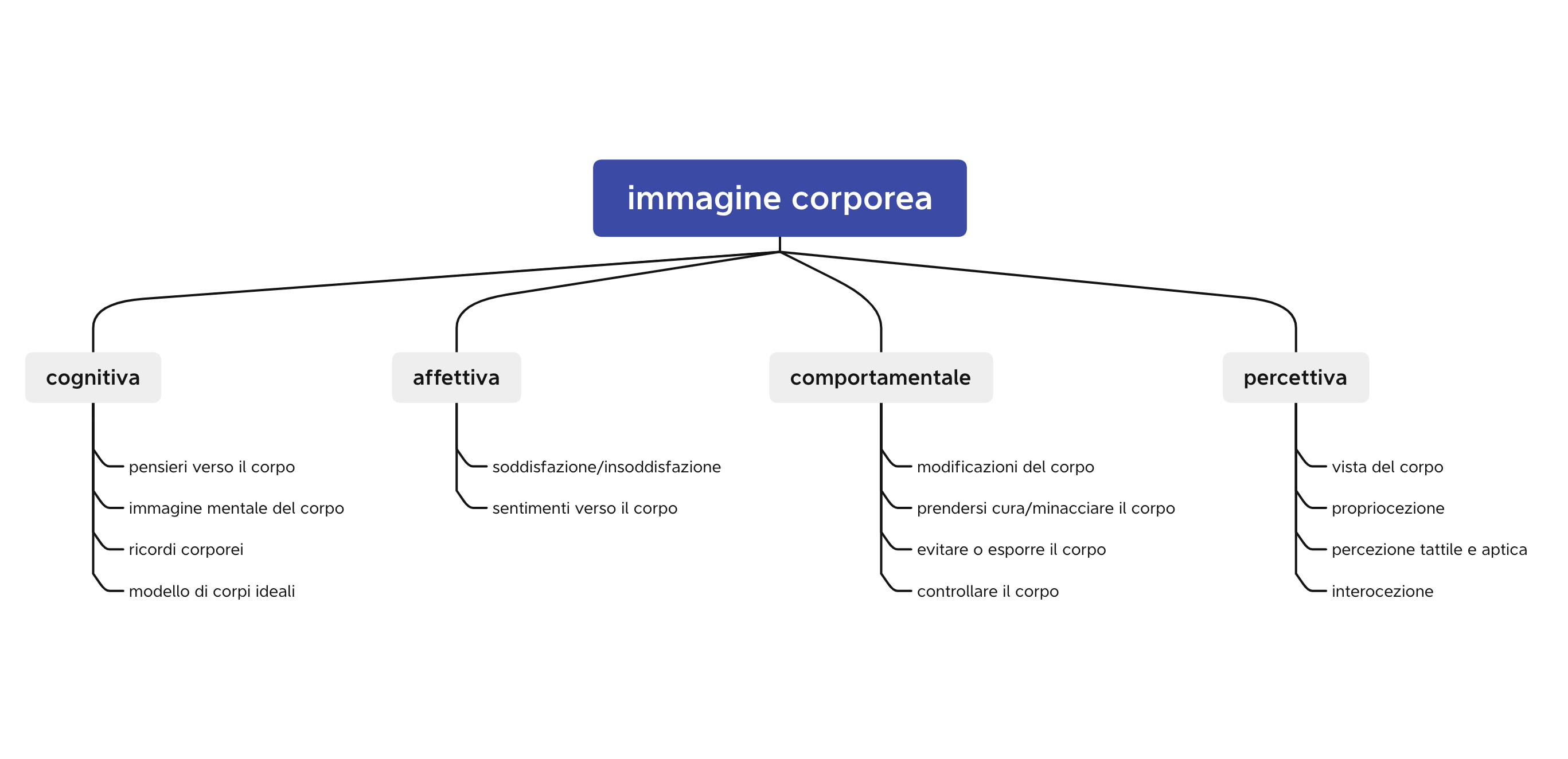
L'immagine corporea emerge dalla complessa interazione di queste quattro componenti

Nonostante l'eterogeneità dei termini utilizzati, c'è comunque una generale coerenza nella descrizione e nella concettualizzazione del disturbo dell'immagine corporea. Nella letteratura scientifica specializzata si è soliti descrivere il disturbo come un sintomo multidimensionale, che mostra alterazioni nelle diverse componenti dell'immagine corporea. L'immagine corporea è essa stessa un costrutto complesso, formato da quattro riconosciute componenti, quella cognitiva, affettiva, comportamentale e percettiva. Le quattro componenti dell'immagine corporea sono:
- Cognitiva: pensieri e credenze sul proprio corpo e sulle sue forme. Include una rappresentazione mentale cosciente del proprio corpo[61];
- Affettiva: sentimenti e atteggiamenti verso il proprio corpo (es. soddisfazione/insoddisfazione corporea) o anche sentimenti di vergogna o ansia quando il corpo viene guardato allo specchio o esposto in pubblico (es. in piscina)[62];
- Comportamentale: azioni che le persone eseguono per controllare, modificare, curare o nascondere parti del proprio corpo[63];
- Percettiva: come viene percepito il proprio corpo dai sensi. Include la percezione visiva, propriocettiva, interocettiva, aptica e tattile discriminativa[64].

Nelle persone con un disturbo dell'immagine corporea tutte e quattro queste componenti risultano alterate
Nel 2021 Artoni et al hanno proposto una definizione maggiormente chiarificatrice come parte di uno studio pubblicato su Eating and Weight Disorder. Gli autori hanno suggerito di usare il termine insoddisfazione corporea quando sono presenti alterazioni nelle componenti affettive, cognitive e comportamentali dell'immagine corporea e di utilizzare il termine disturbo dell'immagine corporea solamente quando, oltre alle tre componenti precedentemente descritte, è presente anche un'alterata percezione del proprio corpo. Più semplicemente, il disturbo dell'immagine corporea viene definito dalla presenza di una percezione alterata della forma e del peso del proprio corpo, che aggrava l'insoddisfazione corporea. Inoltre il termine disturbo dell'immagine corporea (in inglese "body image disturbance", ndr) è coerente con la descrizione del DSM-5 "un disturbo nel modo in cui vengono vissuti il peso e le forme del corpo" ed è quindi "preferibile agli altri".

## Epidemiologia
Non sono presenti in letteratura dati epidemiologici attendibili rispetto al disturbo dell'immagine corporea. Questa mancanza di dati è legata a numerosi aspetti, il più rilevante è legato all'ancora non precisa definizione all'interno dei manuali nosologici ufficiali come il DSM e l'ICD. Non è quindi possibile diagnosticarlo come entità nosologica a sé stante, conseguentemente non è possibile definirne l'incidenza nella popolazione generale. Il disturbo è inoltre frequente, ma non sempre presente nei disturbi alimentari, la sua prevalenza non è quindi sovrapponibile a quella dell'anoressia nervosa, della bulimia nervosa e del binge eating disorder.
Inoltre, numerosi sono i problemi diagnostici, sia di riconoscimento che di screening, in quanto la percezione alterata del corpo può essere misurata solo attraverso task comportamentali erogati individualmente e non può essere misurata con questionari o altri strumenti utilizzati per le indagini ad ampio spettro. Infine un'immagine corporea negativa è presente in molte condizioni psichiatriche come il PTSD, la depressione maggiore, il disturbo da dismorfismo corporeo e altri disturbi psichiatrici. Questo dato suggerisce l'eventuale presenza di disturbi percettivi anche in altre condizioni patologiche non direttamente collegate a disturbi alimentari. Non esistono però ancora dati sufficienti a supporto di questa ipotesi.

## Eziopatogenesi
L'età d'esordio del disturbo dell'immagine corporea è spesso la prima adolescenza, età in cui il confronto con i coetanei diventa molto importante e porta ad una maggiore sensibilità alle critiche e alle ingiurie sul proprio aspetto fisico. Inoltre, la pubertà porta a rapidi cambiamenti nelle dimensioni e nella forma del corpo, che devono essere integrati nell'immagine corporea. Per questo motivo, l'adolescenza è considerata un'età critica, con una maggiore vulnerabilità all'interiorizzazione di ideali di magrezza patologica, allo sviluppo di insoddisfazione corporea e conseguentemente allo sviluppo del disturbo dell'immagine corporea e di disturbi alimentari.
Si ritiene quindi comunemente che il disturbo dell'immagine corporea sia un'ingravescenza di una iniziale insoddisfazione corporea. L'insoddisfazione verso il proprio corpo emerge dalla complessa interazione di variabili personali, interpersonali, culturali, sociali ed etniche, oltre che da esperienze variamente traumatiche e correlate al corpo. La pressione sociale verso la magrezza è considerata un elemento importante, che alimenta l'insoddisfazione corporea e può quindi favorire lo sviluppo di disturbi alimentari. Ad esempio, la frequente presenza sui media di corpi femminili magri e modificati tramite fotoritocco determina, soprattutto nelle ragazze giovani, un confronto e una valutazione quotidiana del proprio corpo rispetto a quelli di modelle e attrici, generando sensazioni di vergogna, disgusto e insoddisfazione.
Ad oggi comunque il processo attraverso cui, da una iniziale insoddisfazione corporea si passi ad un disturbo percettivo non è ancora compreso. Inoltre, l'osservazione di disturbi percettivi in soggetti senza una patologia alimentare e in assenza di preoccupazioni per il peso e le forme corporee pone interrogativi sul rapporto causale tra insoddisfazione corporea e disturbo dell'immagine corporea. È infatti possibile che sia un'iniziale disturbo percettivo a determinare la conseguente insoddisfazione e non il contrario. L'eziopatogenesi è quindi sconosciuta e oggetto di ipotesi in ambito psichiatrico e neuroscientifico, come la allocentric lock hypotesis di Riva.

## Segni e sintomi

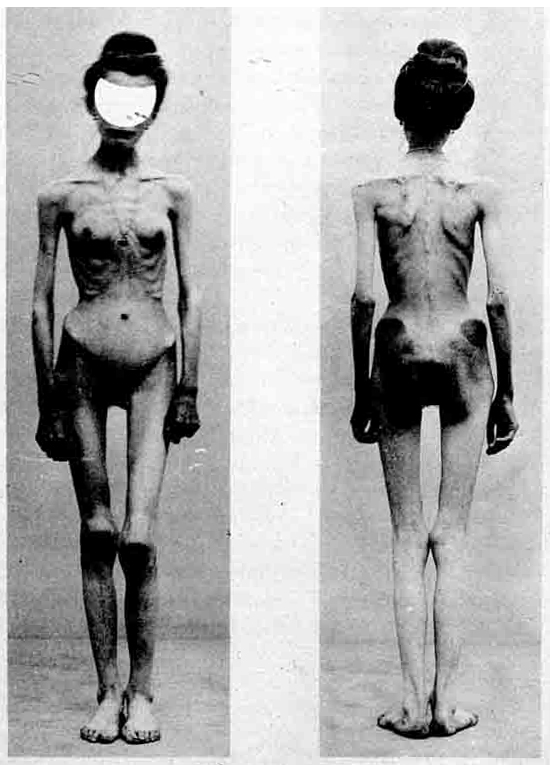
Due fotografie di una paziente anoressica, pubblicate nel 1900 nella rivista medica francese "Nouvelle Iconographie de la Salpêtrière".

Il disturbo dell'immagine corporea è inserito all'interno del DSM-5 come criterio diagnostico dell'anoressia nervosa (criterio C). Nonostante sia associato prevalentemente all'anoressia nervosa, il disturbo dell'immagine corporea può manifestarsi anche in altri disturbi alimentari.
Alcuni dei segni più comuni sono:
- alterata stima delle dimensioni del proprio corpo e percezione alterata del corpo e delle sue forme;
- immagini mentali distorte del proprio corpo;
- frequenti immagini mentali del proprio corpo visto in terza persona;
- pensieri negativi riferiti al corpo come "sono grasso" o "le mie cosce sono enormi";
- frequenti comportamenti di body-checking;
- frequenti confronti tra il proprio corpo e quello degli altri;
- emozioni di ansia, vergogna e disprezzo per il proprio corpo.

È possibile distinguere i diversi sintomi in base alle alterazioni delle diverse componenti dell'immagine corporea che qui ricordiamo: la componente cognitiva, emotiva, comportamentale ed affettiva.

### Componente cognitive
Le alterazioni cognitive riguardano pensieri e credenze negative rispetto al proprio corpo. Pensieri frequentemente presenti in pazienti con anoressia nervosa possono essere "Sono troppo grassa", "Sono orribile", "Ho i fianchi troppo larghi" o altri pensieri relativi al peso e alle forme del corpo. All'interno delle alterazioni cognitive viene comunemente inserita una rappresentazione mentale conscia del proprio corpo. Questa rappresentazione mentale, detta anche rappresentazione allocentrica del corpo, è l'immagine di se stessi vista da una prospettiva in terza persona. Questa immagine viene evocata durante i compiti di immaginazione del proprio corpo, durante il ricordo di eventi personali in terza persona, oppure durante il confronto tra il proprio corpo e quello di qualcun altro. Nei pazienti con disturbo dell'immagine corporea questa rappresentazione mentale è sensibilmente alterata e non corrisponde alle forme reali del soggetto.
Altro aspetto alterato della componente cognitiva riguarda il "corpo ideale". Per "corpo ideale" si intende una rappresentazione mentale cosciente che ogni soggetto può costruirsi e che rappresenta il proprio ideale di corpo "bello" o "perfetto" o "sano". Questa rappresentazione mentale è spesso veicolata attraverso parametri influenzati dalla società, anche se è modulabile da variabili personali e interpersonali, come i propri valori e le proprie credenze. In molte pazienti con anoressia nervosa il corpo idealizzato ha dei parametri non salutari (eccessiva magrezza), irrealistici (assenza di grasso corporeo) o non femminili (assenza di forme). In alcuni casi, il corpo ideale interiorizzato e desiderato non è un corpo considerato attraente nemmeno dalle stesse pazienti. A volte il corpo desiderato è un corpo malato, cioè "che comunichi sofferenza". Un corpo malato genera infatti maggiori attenzioni e preoccupazioni da parte di familiari e amici, riduce le richieste e le aspettative degli altri, e riduce la loro attrattività sessuale (aspetto spesso presente in pazienti con traumi sessuali). Infine anche le rappresentazioni corporee implicite e quindi inconsce possono essere alterate, nel 2021 infatti è stato pubblicato uno studio di Beckman e colleghi ha osservato per la prima volta, attraverso un disegno di ricerca rigoroso, alterazioni nello schema corporeo in pazienti con anoressia nervosa.

### Componente affettiva
Le alterazioni affettive riguardano i sentimenti e le emozioni vissute nei confronti del proprio corpo. La più comune è l'insoddisfazione corporea concepita, all'interno di una cornice interpretativa strettamente cognitiva, come il rapporto tra "corpo desiderato" e "corpo percepito". La forza con cui il corpo ideale è desiderato, e la discrepanza tra questo e la percezione cosciente del proprio corpo, definiscono l'insoddisfazione corporea che può manifestarsi con sentimenti di vergogna o ansia in momenti in cui il corpo è oggetto di attenzione di altri, durante il confronto con il corpo di altri o durante l'esposizione allo specchio. Oltre all'insoddisfazione è spesso presente un forte disagio corporeo che contempla sentimenti di distacco ed estraneità nei confronti del proprio corpo, spesso presenti anche in pazienti con disturbo post-traumatico da stress, oltre a più intense emozioni di vergogna e ansia. In alcuni casi vengono riportate emozioni di rabbia e sentimenti di aggressività nei confronti del proprio corpo, la paura è invece spesso associata alla patologica preoccupazione di ingrassare ed emerge in particolare dopo i pasti o quando non vengono messi in atto comportamenti di controllo come l'iperattività, o di compenso come il vomito autoindotto. Infine, coerentemente con la teoria dell'auto-oggettivazione, il corpo è spesso vissuto solo come un "oggetto" e non come un "soggetto".

### Componente comportamentale
La alterazioni comportamentali comprendono diversi comportamenti di controllo (detti body-checking), come pesarsi ripetutamente durante il giorno, passare molto tempo davanti allo specchio, farsi frequenti foto, controllare parti del corpo con le mani (es. controllare la circonferenza di polsi, braccia, cosce, valutare il gonfiore addominale, andare alla ricerca di altri segni come il "sentire le ossa sporgenti"), chiedere continue rassicurazioni e fare confronti costanti con il corpo degli altri. Altre alterazioni comportamentali collegate all'immagine corporea sono le così dette "strategie di evitamento" o "evitamenti esperienziali". Nello specifico, possono essere evitati luoghi e situazioni dove il corpo deve essere esposto agli altri (ad es. in piscina o al mare), possono essere evitati completamente gli specchi (il rapporto con lo specchio oscilla tra l'utilizzo ossessivo e il suo totale evitamento) e tutte le superfici riflettenti (ad es. le vetrine dei negozi). Altre strategie di evitamento possono riguardare l'utilizzo di abiti molto larghi e coprenti per nascondere le forme corporee, sono inoltre frequenti forme di evitamento esperienziale di sensazioni corporee interne, in particolare quelle emotive e collegate al tatto affettivo.

### Componente percettiva
Le alterazioni percettive riguardano le diverse modalità sensoriali attraverso cui il corpo può essere percepito. La percezione visiva è la più studiata, anche se più recentemente alterazioni percettive sono state osservate nel dominio aptico, tattile e tatto-affettivo ma sempre in compiti di percezione del proprio corpo. Infine anche l'interocezione, ossia la percezione dello "stato fisiologico dell'intero corpo" è alterata nei disturbi alimentari. Deficit interocettivi potrebbero svolgere un ruolo importante nell'eziopatogenesi del disturbo dell'immagine corporea, come suggerito da Badoud. Alcuni autori hanno suggerito che tutte queste alterazioni siano tra loro correlate e determinino una generale alterazione del vissuto corporeo.

## La percezione multisensoriale del corpo
La percezione del proprio corpo è un processo di integrazione multisensoriale che integra in sè informazioni derivanti da diverse cortecce sensoriali tra cui le aree visive, propriocettive, visive, interocettive e uditivo-vestibolari. Le aree coinvolte nella percezione del proprio corpo sono diverse e sono distribuite in diversi lobi. Una componente importante risiede nella corteccia premotoria (PMC) e nel solco intraparietale. Queste due aree sono attive durante compiti di percezione illusoria della mano in entrambi gli emisferi. Sono inoltre coinvolte le aree somatosensoriali, in particolare la corteccia somatosensoriale primaria (S1) e una particolare zona della corteccia occipitale posta rostrocaudalmente chiamata extrastriate body area (area extrastriata del corpo) che è un'area a dominanza visiva specifica per la percezione di corpi umani. Altre due aree di notevole importanza nella percezione del corpo sono la corteccia dell'insula e la corteccia cingolata anteriore. La prima è fondamentale nella percezione diretta e nell'integrazione di segnali corporei provenienti da diverse aree corticali e, pur essendo un'area storicamente delegata alle sola funzione di percepire lo stata degli organi interni, progressi della ricerca dimostrano il ruolo centrale dell'insula in diversi domini tra cui il riconoscimento che il proprio corpo ci appartenga. In inglese body ownership

## Anatomia patologica e diagnostica per immagini

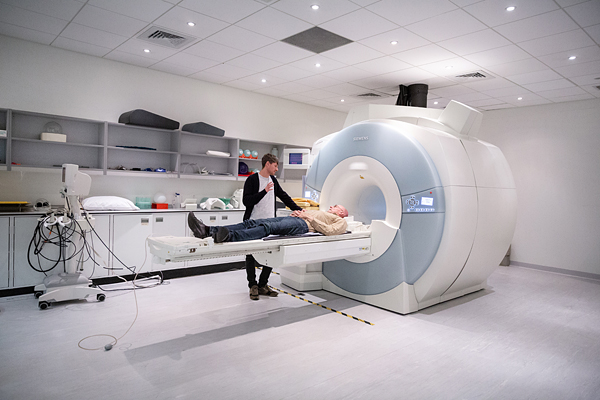
La risonanza magnetica funzionale studia come varia l'attività metabolica nel cervello durante compiti specifici, o a riposo.

Gli studi fMRI che esaminano le risposte cerebrali in pazienti con anoressia nervosa durante compiti che evocano l'immagine corporea e le sue dimensioni hanno evidenziato attivazioni alterate in diverse aree cerebrali tra cui la corteccia prefrontale, il precuneo, la corteccia parietale, l'insula, l'amigdala, lo striato ventrale, l'area del corpo extrastriata e il giro fusiforme.
Tuttavia, come ha commentato Janet Treasure nel 2015, "la ricerca [in questo campo] è frammentata e il meccanismo di come queste aree agiscano sulle reti funzionali sopra descritte necessita di ulteriori studi [...] il meccanismo mediante il quale viene generata un'estrema distorsione corporea e quali circuiti coinvolga non è ancora noto."

## Diagnosi
Il disturbo dell'immagine corporea non è definito come entità nosologica a sé stante ma è descritto nel DSM-5 come sintomo (criterio C) per l'anoressia nervosa. Pertanto, la diagnosi è clinica e si basa solitamente sui segni e sui sintomi riportati dai pazienti. Non ci sono ancora marcatori biologici per il disturbo dell'immagine corporea. Numerosi questionari e test psicologici sono utilizzati come strumenti di screening e di ausilio alla diagnosi sia in abito clinico e di ricerca ma valutano solamente la presenza di alterazioni nelle componenti cognitive, affettive e comportamentali dell'immagine corporea. Più recentemente nuovi strumenti sono stati sviluppati per misurare anche i disturbi percettivi. Li abbiamo riassunti nei paragrafi seguenti.

### Valutazione della componente affettivo-cognitiva dell'immagine corporea
- L'Eating Disorder Inventory 3 (EDI-3) è la versione più aggiornata dell'EDI, un questionario self-report per i disturbi alimentari, ampiamente utilizzato sia in ambito di ricerca che clinico. È formato da 91 domande e valuta diversi aspetti della psicopatologia dei disturbi alimentari, suddividendoli in sottoscale. Più alti sono i punteggi e più i sintomi sono gravi. Nello specifico la sottoscala BD dell'EDI-3 misura l'insoddisfazione corporea.[102]
- Il Body Uneasiness Test (BUT) è un questionario autosomministrato ed esplora diversi aspetti dell'immagine corporea, è validato sia nelle popolazioni cliniche che non cliniche. Gli aspetti indagati dal BUT sono: fobia del peso, comportamenti di evitamento collegati all'immagine corporea, automonitoraggio compulsivo, sentimenti di distacco e di estraneità verso il proprio corpo. Il BUT inoltre, esplora preoccupazioni specifiche, suddividendole in diverse zone del corpo. Punteggi più alti indicano un disagio corporeo più significativo.[103]
- Il Body Image Disturbance Questionnaire indaga diverse aree correlate al disturbo dell'immagine corporea. Ad esempio, valuta le parti del corpo considerate più problematiche, gli effetti psicologici delle preoccupazioni corporee e gli effetti di queste preoccupazioni sulla vita sociale e sul comportamento alimentare.[104]
- Il Body Shape Questionnaire è un questionario di autovalutazione di 34 item ideato per misurare il grado di insoddisfazione per il peso e le forme del proprio corpo. Include domande specifiche sulla paura di prendere peso e sull'impulso/desiderio di perdere peso.[105]
- Il Body Checking Questionnaire misura la frequenza dei comportamenti di body-checking, come il misurare aree specifiche del proprio corpo, usare specchi per controllarne le forme, indossare abiti larghi, coprire o controllare la protrusione delle ossa con le mani. Punteggi più alti indicano una maggiore frequenza di comportamenti di body-checking[106].

### Valutazione della componente percettiva

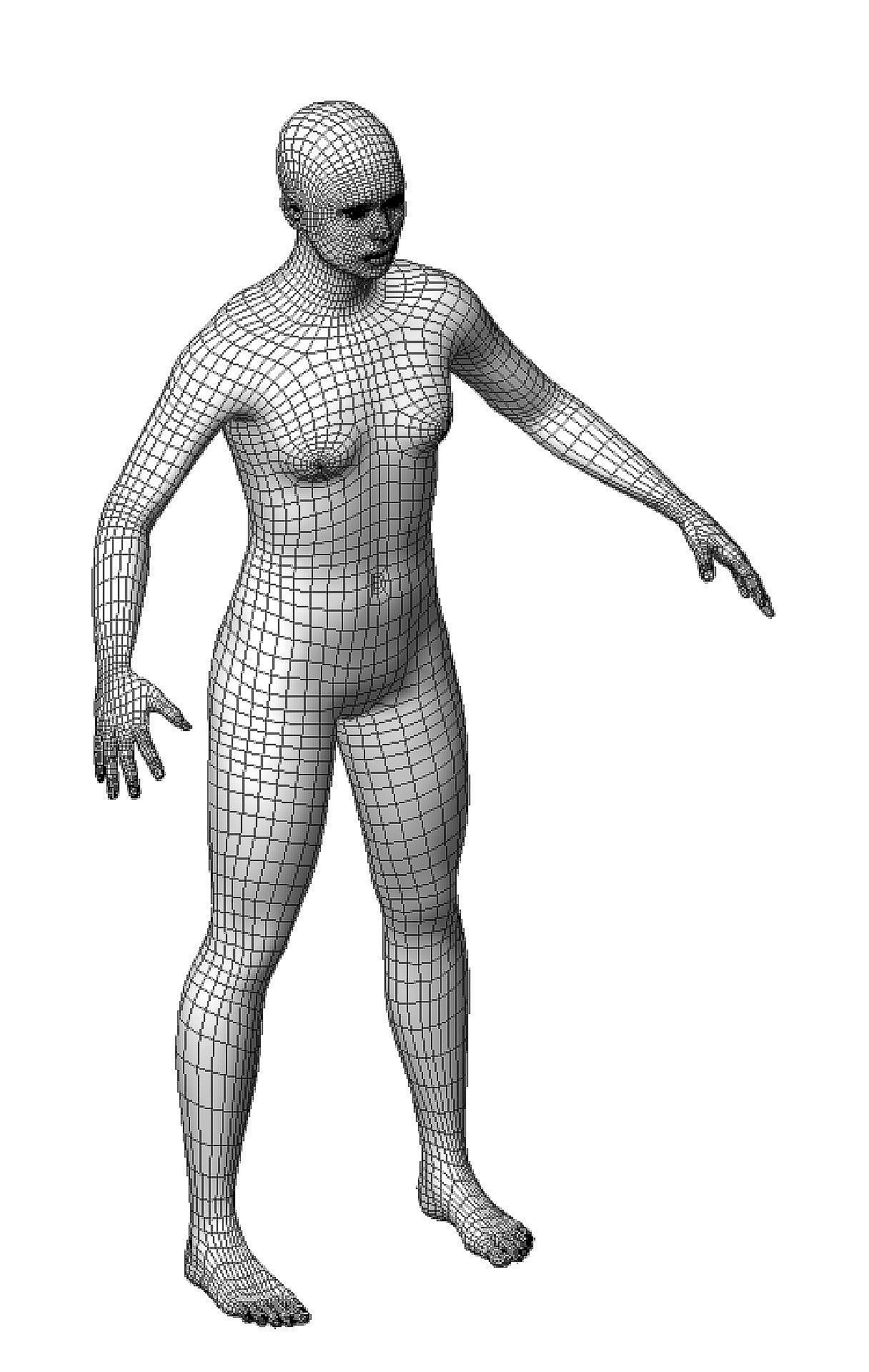
Modello di corpo umano generato in 3D.

La valutazione della componente percettiva punta a misurare il grado dispercezione corporea, valutando la differenza tra l'immagine corporea reale e quella sperimentata soggettivamente dalle pazienti. In questo caso non vengono utilizzati strumenti come test auto o etero somministrati:
- BID-CA (Test for Body Image Distortion in Children and Adolescents): viene presentato ai pazienti una corda lunga circa 180cm e viene chiesto loro di costruire, attraverso la corda, la circonferenza di diverse parti del corpo tra cui i fianchi, le cosce, la larghezza delle spalle e altre parti del corpo considerate fobiche. Questa stima viene poi confrontata con le reali dimensioni del paziente[107]. La procedura è validata per bambini e adolescenti ma può essere utilizzata anche negli adulti.
- Visual Size Estimation Task (VSE): i pazienti vengono posti in piedi davanti ad un muro, ad una distanza di circa un metro. Viene chiesto loro di posizionare sul muro due adesivi che rispecchio le dimensioni percepite di diverse parti del corpo, come la larghezza delle spalle, dei fianchi o del giro vita. Vengono poi presi questi valori e confrontati con quelli misurati direttamente sul paziente[4].
- Tactile Estimation Task (TET): viene utilizzato un comune calibro. Durante la misurazione viene chiesto ai pazienti di stimare la distanza tra i due punti del calibro mentre questo viene appoggiato in diverse parti del corpo. Sia nella direzione dispercepita che in quella non dispercepita  (es. il calibro viene posto in posizione orizzontale e verticale all'altezza dei fianchi)[96].
- Morphing 3D: esistono numerosi programmi per computer di modellazione 3D che consentono di modificare direttamente un modello di corpo umano aumentandone o riducendone le dimensioni. Viene quindi chiesto ai pazienti di modificare l'avatar 3D in modo che rappresenti il più fedelmente possibile la loro immagine corporea. I valori del modello vengono poi confrontati con le reali misure delle pazienti[108].

## Diagnosi differenziale: il disturbo da dismorfismo corporeo
Il disturbo dell'immagine corporea nell'anoressia e il disturbo da dismorfismo corporeo sono disturbi psicologici che mostrano aspetti simili, entrambe infatti si caratterizzano per una percezione alterata del proprio corpo o di parti di esso, ma non sono lo stesso disturbo.
Il disturbo dell'immagine corporea è un sintomo tipico dei disturbi alimentari, in particolare dell'anoressia nervosa di cui rappresenta un criterio diagnostico per il DSM-5. Nel disturbo dell'immagine corporea la percezione alterata è correlata con le preoccupazioni per il peso e le forme dell'intero corpo, i pazienti con anoressia nervosa credono di essere in sovrappeso, o hanno paura di diventarlo, e percepiscono il loro corpo coerentemente con le loro preoccupazioni. Il corpo viene quindi percepito in sovrappeso o con forme disarmoniche e sempre correlate al peso e alla forma dell'intero corpo.
Il disturbo da dismorfismo corporeo (BDD), invece, fa parte invece dei disturbi ossessivo-compulsivi, ed è caratterizzato da una preoccupazione esasperata per alcuni difetti fisici minimi o totalmente assenti, che causano grande disagio personale e importante compromissione sociale. I pazienti con BDD sono preoccupati per specifici dettagli fisici, principalmente riguardanti il viso, la pelle, il naso e i capelli non direttamente correlati a preoccupazioni per il peso e le forme corporee.
Quindi, sebbene sia nel disturbo dell'immagine corporea che nel disturbo di dismorfismo corporeo si osservino alterazioni significative nell'immagine corporea, queste due condizioni sono diverse anche se possono presentarsi in comorbidità nello stesso soggetto. Ad esempio, Grant e colleghi in uno studio hanno riferito che il 39% dei pazienti con anoressia nervosa rispondeva anche ai criteri diagnostici per il disturbo da dismorfismo corpore. Cereaet et al., hanno riferito che il 26% del loro campione di pazienti con anoressia aveva una probabile diagnosi di BDD con preoccupazioni per difetti fisici non correlati al peso.

### Analogie
Disturbo dell'immagine corporea e disturbo da dismorfismo corporeo manifestano numerose analogie. Sia pazienti con BDD che con disturbi alimentari mostrano livelli simili di insoddisfazione corporea, frequenti comportamenti di body-checking, e preoccupazioni per il proprio corpo oltre ad alti livelli di perfezionismo. Inoltre, sia i pazienti con dismorfismo corporeo che quelli con anoressia nervosa riportano una maggiore intensità di emozioni negative, ridotta intensità di emozioni positive, bassa autostima, e sintomi di ansia rispetto a soggetti sani. Inoltre, in entrambe queste tipologie di pazienti osserviamo frequenti confronti tra il proprio corpo e quello degli altri ed entrambi insorgono generalmente durante l'adolescenza. Infine, in entrambi i disturbi sembrano essere presenti alterazioni nei processi visivi, con maggiore attenzione ai dettagli e difficoltà a percepire gli stimoli in modo olistico. Infatti, la ricerca neurofisiologica e di neuroimaging ha evidenziato delle somiglianze tra pazienti con BDD e AN soprattutto in compiti di elaborazione visuospaziale.

### Differenze
Nonostante le numerose somiglianze, i due disturbi hanno anche differenze significative. Il primo riguarda la distribuzione di genere. L'anoressia è molto più presente nelle femmine, mentre nel BDD il rapporto tra uomini e donne è equilibrato. Inoltre, pazienti con dismorfofobia tendono ad avere inibizioni ed evitamento delle attività sociali significativamente maggiori rispetto a pazienti che soffrono di anoressia nervosa. Le differenze tra i due disturbi sono evidenti quando si considera il focus delle preoccupazioni corporee e le specifiche dispercezioni. Mentre nei pazienti con BDD le preoccupazioni e le errate percezioni sono specifiche e riguardano singoli particolari del corpo, nei pazienti con disturbo dell'immagine corporea la dispercezione coinvolge diverse parti del corpo correlate alle preoccupazioni per il peso e le forme corporee. Aree frequentemente dispercepite in pazienti con anoressia nervosa sono infatti la circonferenza delle braccia, le dimensioni delle spalle, la circonferenza di cosce, addome e fianchi. La dispercezione riguarda inoltre spesso le forme e il peso dell'intero corpo, generando così un'alterazione generale di tutte le rappresentazioni corporee esplicite (immagine corporea) ed implicite (schema corporeo). Inoltre, nell'anoressia nervosa, non solo la percezione visiva del proprio corpo è alterata ma anche quella propriocettiva, interocettiva e tattile. Ultima, ma sostanziale differenza, il disturbo da dismorfismo corporeo risponde alle terapie farmacologiche mentre risulta inefficace, ad oggi, un intervento psicofarmacologico sul disturbo dell'immagine corporea.
Infine, una recente review ha suggerito che i due disturbi potrebbero essere classificati come "disturbi dell'immagine corporea" (letteralmente "body image disturbances") in future categorizzazioni nosologiche ufficiali (es. DSM o ICD) alla luce delle reciproche somiglianze/differenze. Per confermare questa ipotesi categoriale sono comunque necessari studi più approfonditi sia sul disturbo dell'immagine corporea, sia sul disturbo da dimorfismo corporeo, per comprenderne le peculiari alterazioni strutturali e funzionali a livello neurofisiologico.

## Cura e trattamento
Storicamente, la ricerca e la clinica si sono concentrati principalmente sulle componenti cognitive, affettive e comportamentali del disturbo dell'immagine corporea. Di conseguenza, i trattamenti generalmente si focalizzavano su queste tre componenti, in particolare sui comportamenti di body-checking, sui pensieri disfunzionali legati al proprio corpo, e sui sentimenti ed emozioni provate verso il proprio corpo. Di queste terapie, alcune sono psicoterapie che affrontano i diversi aspetti dei disturbi alimentari, altre sono trattamenti specifici per il disturbo dell'immagine corporea.
Una delle psicoterapie più conosciute nel campo dei disturbi alimentari è la CBT-E una terapia cognitivo-comportamentale specificatamente sviluppata per affrontare la psicopatologia dei disturbi alimentari. Le strategie terapeutiche della CBT-E includono sessioni specificatamente pensate per affrontare i pensieri disfunzionali e le preoccupazioni per il peso e le forme del proprio corpo, per ridurre il perfezionismo clinico e la riduzione dei comportamenti di body-checking. Una review del 2020 ha evidenziato come la CBT-E sia efficace nel trattare i sintomi principali dei disturbi alimentari, comprese le preoccupazioni per il proprio corpo. Nonostante ciò, i risultati della CBT-E non sono migliori di altre forme di psicoterapia utilizzate nei disturbi alimentari. Ad oggi infatti, non è stata ancora identificata una terapia d'elezione per i disturbi alimentari negli adulti, mentre la terapia familiare è la scelta primaria per i pazienti adolescenti.

### Trattamenti di gruppo
Altri trattamenti specifici per l'immagine corporea degni di menzione sono il "Body Image Workbook" di Cash e il BodyWise. Il primo è un trattamento di gruppo in 8 fasi, all'interno di un classico framework cognitivo-comportamentale. Il BodyWise è invece un trattamento psicoeducativo, migliorato con tecniche di potenziamento cognitivo (cognitive remediation), sviluppato per promuovere una maggiore consapevolezza delle proprie dispercezioni corporee, ridurre l'inflessibilità cognitiva e migliorare l'insoddisfazione corporea.
Altro intervento molto conosciuto nell'ambito è il Body Project. Il Body Project è un programma di prevenzione dei disturbi alimentari basato sul concetto di dissonanza cognitiva e largamente utilizzato in Paesi anglofoni. Il programma è indirizzato a giovani ragazze delle scuole superiori e a donne in età universitaria, è un intervento di gruppo, e consente ai partecipanti di confrontarsi e mettere in discussione gli ideali irrealistici proposti dai media allo scopo di migliorare il rapporto con il proprio corpo e migliorare l'autostima. Il Body Project ha dimostrato ripetutamente di essere efficace nel migliorare l'insoddisfazione corporea, migliorare il tono dell'umore, evitare diete non salutari e abitudini alimentari potenzialmente patologiche. Va comunque ricordato che il Body Project non è un trattamento per i disturbi alimentari ma un programma di prevenzione per soggetti a rischio.

### Esposizione allo specchio
Uno dei trattamenti specifici più noti per il trattamento del disturbo dell'immagine corporea è l'esposizione allo specchio. L'esposizione allo specchio è una tecnica cognitivo-comportamentale che mira a ridurre i comportamenti di evitamento della propria immagine riflessa, ridurre l'insoddisfazione corporea e migliorare la dispercezione corporea. Durante l'esposizione, i pazienti sono invitati ad osservarsi in piedi, di fronte ad un grande specchio in grado di riflettere l'intera immagine corporea. Esistono diversi tipi di esposizione allo specchio: esposizione guidata, esposizione non guidata, esposizione con esercizi di mindfulness, ed esposizione allo specchio con tecniche di dissonanza cognitiva.
Key e colleghi hanno condotto uno studio non randomizzato su un campione clinico, confrontando una terapia di gruppo per l'immagine corporea con o senza esposizione allo specchio. Gli autori hanno trovato un miglioramento significativo nell'insoddisfazione corporea solo nel gruppo che aveva fatto anche l'esposizione allo specchio. Nonostante i dati confortanti, una review del 2018 ha sottolineando come l'esposizione allo specchio abbia un effetto medio-basso nel ridurre il disagio corporeo, suggerendo come siano necessari ulteriori studi per migliorare questa tecnica.

### Realtà virtuale

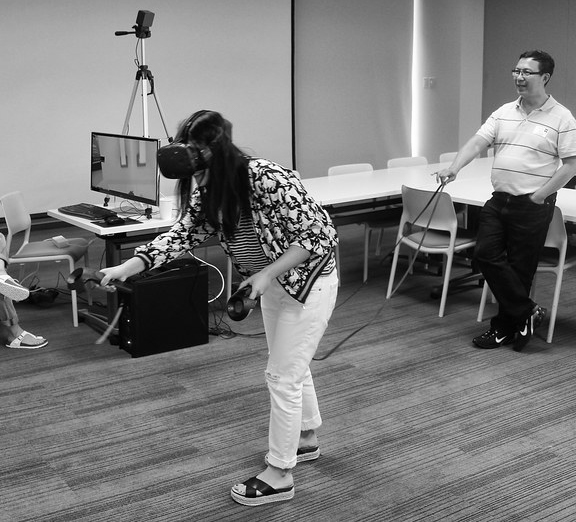
Classico setting di ricerca con ausilio della realtà virtuale

Una novità nel trattamento dei disturbi dell'immagine corporea è l'utilizzo della realtà virtuale. Attraverso software di modellazione 3D è infatti possibile costruire un modello poligonale che simuli le reali dimensioni e forme di una persona. L'avatar così creato può essere utilizzato come modello virtuale durante un'esperienza di realtà virtuale e, attraverso una particolare tecnica detta Body Swapping, è possibile generare l'illusione che il corpo dell'avatar sia il corpo del soggetto. Alcuni studi hanno scoperto che l'applicazione di questa tecnica a pazienti con anoressia nervosa riduce la dispercezione corporea, nello specifico sembra essere in grado di aggiornare la rappresentazione mentale cosciente del proprio corpo allineandola a quelle reali. Nonostante i promettenti risultati comunque, questo trattamento fornisce, al momento, solo un effetto a breve termine.

### Hoop Training e Body Perception Treatment

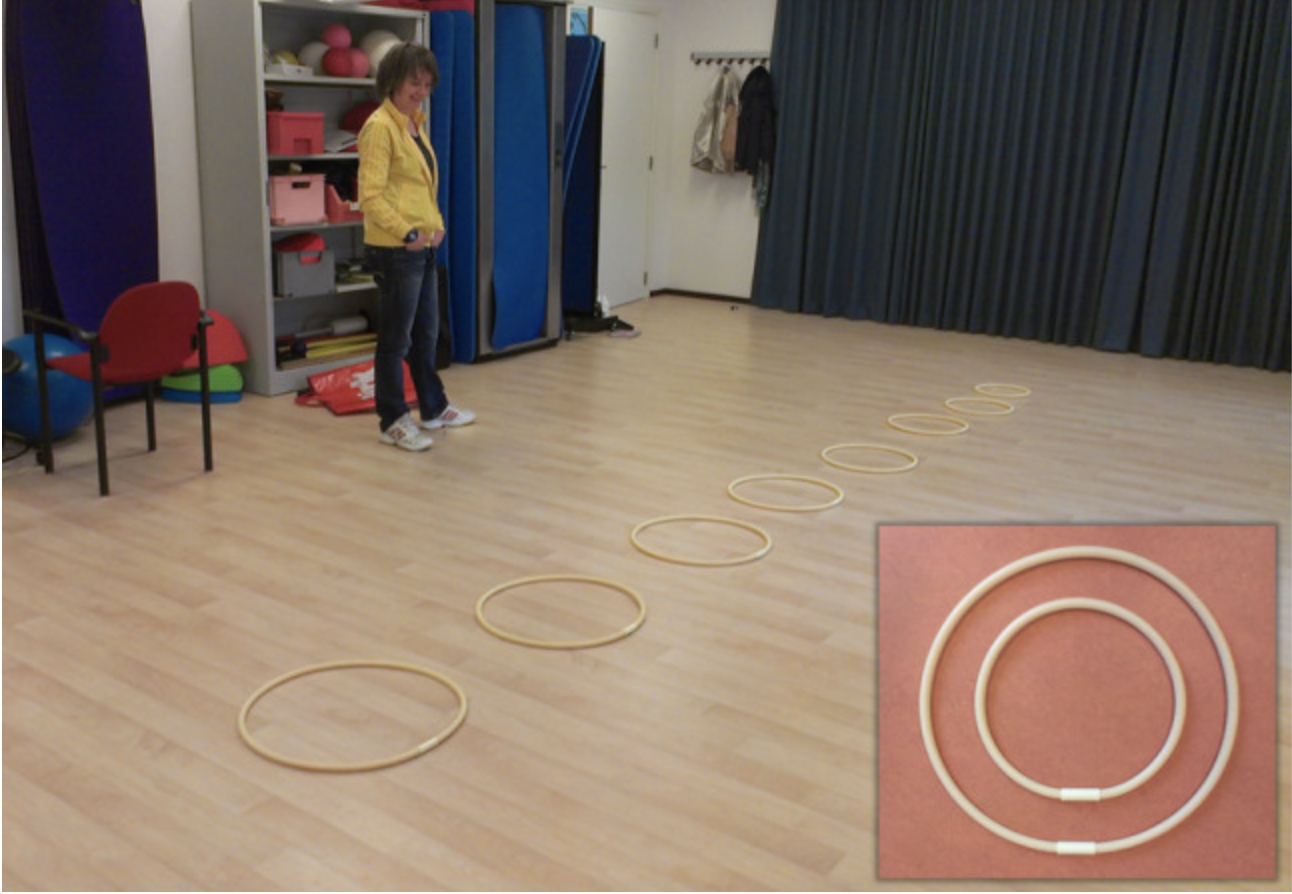
Sessione di Hoop Training

Recentemente altri specifici trattamenti per il disturbo dell'immagine corporea sono stati sviluppati, nel tentativo di integrare le diverse modalità sensoriali coinvolte nell'immagine corporea, in particolare la percezione tattile, propriocettiva e interocettiva: l'Hoop Training e il Body Perception Treatment . L'Hoop Training è un intervento breve di 8 settimane (10 minuti per sessione) progettato per prendere coscienza e ridurre la dispercezione corporea. L'Hoop Training è sviluppato per agire su diverse componenti del disturbo dell'immagine corporea: quelle cognitive, affettive e percettive.
Un altro nuovo trattamento è il Body Perception Treatment (BPT). Il BPT è un intervento di gruppo specifico per il disturbo dell'immagine corporea che si focalizza su diversi aspetti della percezione corporea, in particolare stimolando la percezione tattile, propriocettiva e interocettiva. In questo senso il BPT è coerente con le recenti ipotesi che vedono nei deficit interocettivi un ruolo cardine nello sviluppo delle preoccupazioni corporee e più nello specifico nel disturbo dell'immagine corporea, come suggerito da Badout e Tsakiris.
Sia l'Hoop Training che il Body Perception Treatment si sono dimostrati efficaci e sono entrambi stati sviluppati per funzionare all'interno di un quadro di integrazione multisensoriale. Inoltre, entrambi integrano e non sostituiscono le attuali terapie standard per i disturbi alimentari e sono considerati trattamenti aggiuntivi. Tuttavia, entrambi sono trattamenti nuovi e i risultati non sono ancora stati replicati in studi indipendenti.